# Cengio
Cengio är en ort och kommun i provinsen Savona i regionen Ligurien i Italien. Kommunen hade 3 418 invånare (2018).